# Шалкар (аеропорт)
Аеропо́рт «Шалкар» — аеропорт місцевих повітряних ліній в Шалкарському районі Актюбінської області Казахстану. Розташований за 6 км на північ від міста Шалкар.
Аеродром Шалкар 3 класу, здатний приймати повітряні судна Ан-24, Як-40, Ан-2 і більш легкі, а також вертольоти всіх типів.
Новий аеропорт (на нинішньому місці) побудований в 1980-х; раніше, з 1920-х, аеропорт був розташований на околиці міста.